# 9110 Тоукай
9110 Тоукай (9110 Choukai) — астероїд головного поясу, відкритий 13 січня 1997 року.
Тіссеранів параметр щодо Юпітера — 3,585.